# Ferdinando Paolieri
Ferdinando Paolieri (n. 2 mai 1878, Florența, Regatul Italiei – d. 4 mai 1928, Florența, Regatul Italiei) a fost un scriitor și poet italian.